# Piastowice (województwo opolskie)
Piastowice – wieś w Polsce położona w województwie opolskim, w powiecie brzeskim, w gminie Lubsza.
W latach 1975–1998 miejscowość położona była w województwie opolskim.

## Zabytki
Do wojewódzkiego rejestru zabytków wpisany jest:
- dom nr 25, z drugiej poł. XIX w.